# 吉野麻子
吉野 麻子（よしの あさこ）は、フリーアナウンサー。

## 来歴・人物
共立女子大学文芸学部卒業。
職歴：ホンダレディ（1年9ヶ月）、FMNACK5局アナ（2年勤務、以後フリー）、TAMAらいふ21 FM EGG STATION パーソナリティ。
資格：普通二輪免許、普通一種免許、ワープロ検定3級
大学卒業後に本田技研工業に入社するが、元々アナウンサー志望で夢を諦めきれず、入社2年目の夏頃にNACK5の契約アナウンサーの募集を知って応募し採用され、同局の番組にパーソナリティとしていくつか出演。その後、自身が高校生時代にソフトボール部でスコアブックをつけていたことを知ったスポーツ担当プロデューサーに声をかけられ、1990年の秋に『NACK5 SATURDAY&SUNDAY LIONS』のレポーターに菅野晃子に次ぐ2代目として就任が決まり、1991年春から2004年まで担当。2014年からはSATURDAY&SUNDAY LIONSの現場ディレクターを務める。この間、埼玉西武ライオンズの優勝時のビールかけにも10回参加している。

## 現在の出演番組
NACK5（ナックファイブ）
- NACK5｢SATURDAY&SUNDAY LIONS」（ライオンズナビゲータ：1991年～2004年、スタジオ担当：2005年～）

SKY PerfecTV! 「レジャーチャンネル」
- 「SG中継」「G1中継」スタジオキャスター
- 「SG中継」「G1中継」ピットリポーター

SKY PerfecTV!「ダイワ・証券情報TV」
- 「大和総研リポート」キャスター
- 「株式ワイド!」キャスター（2001年12月～）

テレ玉
- 「BACHプラザ」リポーター
- 「戸田競艇実況生中継」PITリポーター

## 過去の出演番組
- 「うきうきサウンドブレイク」（1990年～1991年）
- 「F1エクスプレス」（1990年～1992年）
- 場内FM
- 「アイスホッケー／東伏見アイスアリーナ」（1995年～1996年）
- 「浦和レッズ　実況中継」レッズリポーター（1995年～1997年）

TAMAらいふ21FM EGG STATION
- 「TAMA AFTERNOON」（13:00～17:00）パーソナリティ（水曜日、木曜日担当）（1993年4月～11月）[2]

エフエム多摩 G-WIND
- 「G-WINDLIVE HOTSIDE」水曜日パーソナリティ（2006年4月～2010年3月）[3]